# Welcome to New York
"Welcome to New York" é uma canção da cantora e compositora estadunidense Taylor Swift, contida em seu quinto álbum de estúdio, 1989 (2014). Foi composta e produzida pela própria e Ryan Tedder, com o auxílio de Noel Zancanella na produção. Todo o arrecadamento de vendas do single está sendo doado para o New York City Department of Education.

## Precedentes
Swift estreou uma amostra de 30 segundos da canção no seu canal do YouTube em 20 de outubro de 2014.

## Composição
"Welcome to New York" foi composta por Taylor Swift e Ryan Tedder. Tem a duração de cerca de três minutos e trinta e dois segundos. Durante uma entrevista afirmou que A primeira música do '1989' é "Welcome to New York". "Eu queria começar o disco com esta canção porque Nova York tem sido um lugar importante para a minha vida nos últimos anos. Eu sonhava em me mudar para NY e eu me mudei. E a inspiração que eu consegui nesta cidade é difícil de descrever e de comparar com qualquer outra fonte de inspiração que eu já vivi. É uma cidade elétrica. Próximo de me mudar para lá com esse otimismo com os olhos arregalados e há vi como um lugar de infinitas potencialidades e possibilidades e você meio que pode ouvir que reflete neste música e especialmente nesta primeira canção"
Disse Taylor.

## Recepção da crítica
Jim Farber, do New York Daily News criticou a canção dizendo: "Ao contrário das odas clássicas para a nossa cidade, falta para Swift a sofisticação, ou substância (...) [como as músicas de]: Frank Sinatra ("New York, New York"), Billy Joel ("New York State of Mind") ou Alicia Keys/Jay Z (" Empire State of  Mind"). Jen Carlson do Gothamist chamou de "o pior hino da cidade de Nova Iorque de todos os tempos." Regis Tadeu escreveu para o Yahoo! que a "canção até que é simpática, embora um pouco histriônica (...) mas a anos-luz de distância do épico que pretendia ser."

## Créditos e pessoal
Créditos adaptados do encarte de 1989.
- Taylor Swift – vocais principais, compositora, produtora
- Ryan Tedder – produtor, gravação, composição, vocais de fundo, piano, juno
- Noel Zancanella – produtor, programador de tambor, sintetizador
- Smith Carlson – gravação
- Eric Eylands – assistente de gravação
- Matthew Tryba – assistente de gravação
- Serban Ghenea – mixagem
- John Hanes – engenharia para mixagem
- Tom Coyne – masterização

## Desempenho nas tabelas musicais
| Tabela musical (2014)                                  | Melhor posição |
| ------------------------------------------------------ | -------------- |
| Austrália (ARIA)                                       | 23             |
| Canadá (Canadian Hot 100)                              | 19             |
| Dinamarca (Tracklisten)                                | 27             |
| Espanha (PROMUSICAE)                                   | 21             |
| Estados Unidos (Billboard Hot 100)                     | 48             |
| Estados Unidos (Digital Songs)                         | 5              |
| Estados Unidos (Billboard Twitter Real-Time)           | 1              |
| França (Syndicat National de l'Édition Phonographique) | 85             |
| Hungria (Single Top 40)                                | 16             |
| Nova Zelândia (Recorded Music NZ)                      | 6              |
| Reino Unido (UK Singles Chart)                         | 39             |

## Certificações
| Região                | Certificação |
| --------------------- | ------------ |
| Estados Unidos (RIAA) | Platina      |